# 安格氏細棘鯛
安格氏細棘鯛為輻鰭魚綱金眼鯛目燧鯛亞目燧鯛科的其中一種，該物種分布於澳洲海域，棲息深度40-320公尺，體長可達9.1公分，棲息在中上層水域。

## 擴展閱讀
維基物種上的相關：安格氏細棘鯛